# Allium maowenense
Allium maowenense är en amaryllisväxtart som beskrevs av Jie Mei Xu. Allium maowenense ingår i släktet lökar, och familjen amaryllisväxter. Inga underarter finns listade i Catalogue of Life.